# Huriana Manuel
Pour les articles homonymes, voir Manuel.

a Compétitions nationales et continentales officielles uniquement.

b Matchs officiels uniquement.
Dernière mise à jour le 15 avril 2024.
Huriana Manuel ou Huriana Manuel-Carpenter, née le 8 août 1986 à Auckland (Nouvelle-Zélande), est une joueuse internationale néo-zélandaise de rugby à XV et internationale de rugby à sept occupant le poste de centre.

## Biographie
Huriana Manuel naît le 8 août 1986 à Auckland en Nouvelle-Zélande. Elle est la fille de l'ancienne internationale néo-zélandaise de rugby à XV Liza Mihinui (en). Son conjoint, Derek Carpenter (en) est également un joueur de rugby à XV.
Elle a fait ses débuts internationaux avec les Black Ferns en 2005.
Elle remporte la Coupe du monde féminine de rugby à XV 2006 disputée du 31 août au 17 septembre 2006, elle a disputé 4 matchs (4 titularisations) et elle a inscrit 1 essai.
Elle dispute la Coupe du monde féminine de rugby à XV 2010 où lors des cinq matchs disputés, elle inscrit quatre essais : deux réussis lors du match contre l'équipe d'Afrique du Sud, un contre l'équipe d'Australie, et un contre la France. Elle est championne du monde.
Huriana Manuel-Carpenter est intronisée au Temple de la renommée World Rugby en 2021.

## Palmarès
- 26 sélections en équipe de Nouvelle-Zélande.
- Championne du monde en 2006.
- Championne du monde en 2010.